# وادي الكادن
وادي الكادن هو واد في سراة بلاد بلقرن في محافظة بلقرن تسيل مياهه من الجبال غربي قرى آل عمران وينحدر غرباً حتى يصب في وادي النضر في تهامة بلقرن.